# 電池驅動電動車的環境足跡

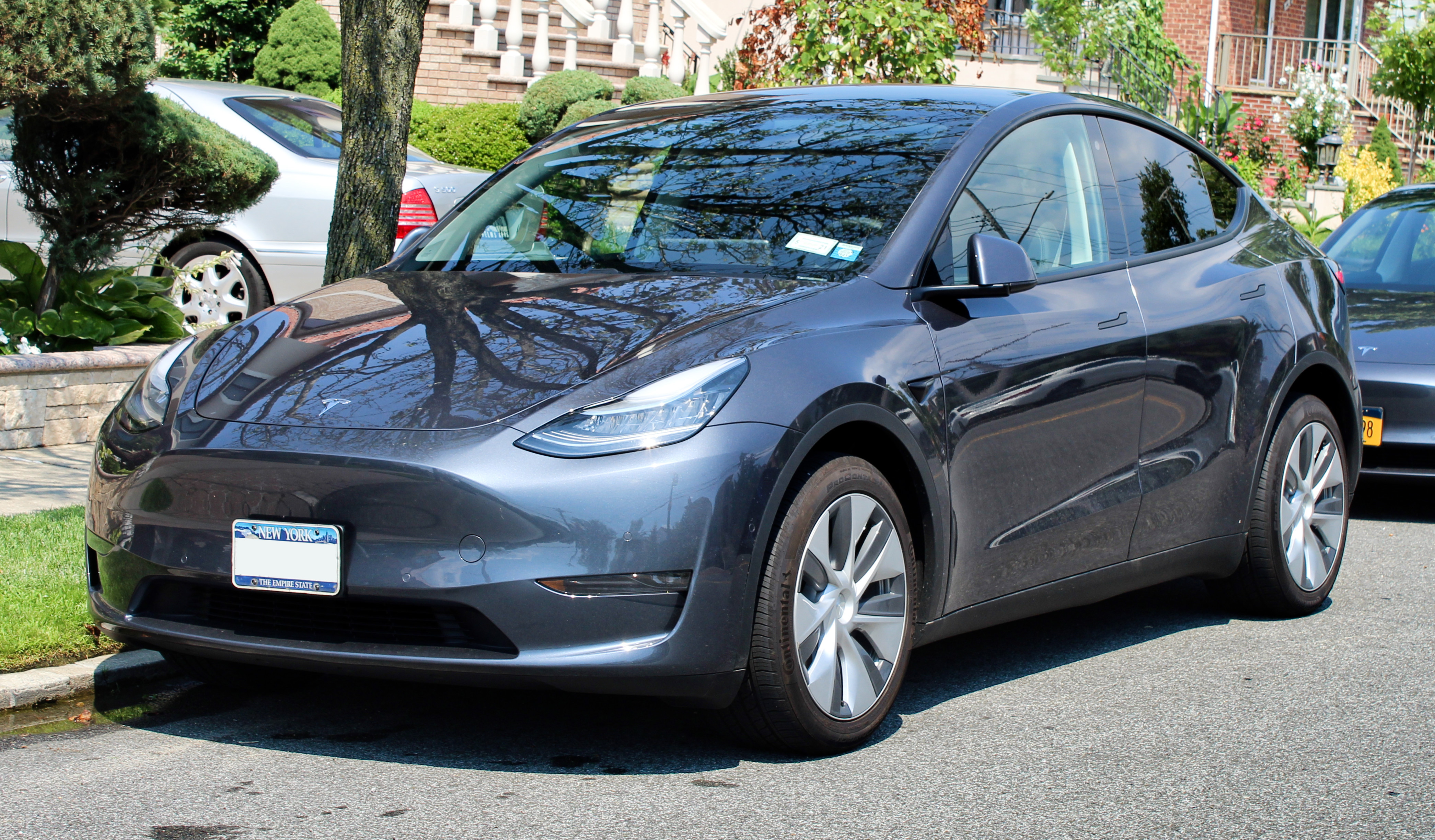
這款特斯拉Model Y是2022年全球最暢銷的電動汽車。

依靠電池驅動的電動汽車與類似尺寸的內燃機驅動汽車比較，對環境會產生較小的影響。雖然生產兩者的各方面會產生類似、較少或不同的環境影響，但前者可降低對石油的依賴、產生很少或是不產生尾氣排放，及因此造成空氣污染而發生健康的問題。電動馬達的效率大幅高於內燃機，因此，縱然考慮到典型發電廠的效率和配電過程發生的損耗問題，行駛電動汽車所需的能量也會較少。而製造電動車電池需要額外的資源和能源，因此在其生產階段會產生較大的環境足跡。電動汽車在運作和維護方面也會產生不同的影響 - 電動車的重量通常較高，因此會產生更多的輪胎磨損和道路灰塵（參見尾氣以外的排放），但電動汽車上通常配置的再生制軔機制可減少煞車產生的顆粒物污染。電動汽車的機械結構更為簡單，可降低機油的使用和事後的油料處置。

## 與內燃機汽車比較
雖然所有汽車都會對人類產生影響（參見汽車的影響），但電動汽車與傳統內燃機汽車相比，具有顯著的環境效益，例如：
- 消除有害的尾氣污染物排放（例如各種氮氧化物)，此類污染物會導致每年數以千計的死亡案例。[10]
- 電動汽車每行駛100公里會消耗38百萬焦耳（megajoule）的能量，但如果電力來自燃油發電廠，則需額外加計74百萬焦耳能量（兩者合計112百萬焦耳），而內燃機汽車行駛相同的距離會消耗142百萬焦耳能量，加計提煉石油相關所需的26百萬焦耳能量（合計168百萬焦耳），前者低於後者達56百萬焦耳。[11]
- 較少的二氧化碳排放量，有減緩氣候變化的效益[12]

插電式混合動力車在短距離，以全電動模式下行駛時也有上述大部分的好處。
電動汽車車有一些缺點，例如：
- 電動汽車輪胎的顆粒排放量通常較內燃機汽車為高，這是由於大多數電動汽車所配備的電池重量較高，導致輪胎受到更多磨損。[14][15]裝置於汽車本身捕集輪胎顆粒物的設備正在開發中。[16][17]歐盟執行委員會及歐洲議會在新的歐洲汽車廢氣排放標準7（Euro 7）的臨時條款中對於電動汽車的非廢氣顆粒物（由剎車及輪胎所產生）含量設有下限，較最初規定的稍有放鬆。[18][19]

雖然電動汽車確實會產生較少的排放，但要生產其使用的電力及製造電動車的過程中，仍會產生排放。如果可用到再生制軔，煞車片的使用頻率會低於非電動汽車，因此會比非電動汽車的煞車產生更少的顆粒污染。此外，一些電動汽車可能會結合使用鼓剎和碟剎，通常鼓剎比碟剎會產生較少的顆粒物。
- 電動汽車必須用到稀土元素（例如釹、鑭、铽和鏑）以及其他關鍵金屬（例如鋰和鈷），[23][24][25]每輛車使用的數量有所不同。儘管有稀土元素的名字，但其儲量仍很豐富。[26]況且它們僅佔製造所需中很小的部分。[27]

## 淬取材料產生的影響

### 原料
根據歐洲清潔運輸運動"機構運輸與環境（Transport & Environment）"所發佈的數據，電動汽車使用的原料遠少於傳統的內燃機汽車。這種差異主要是由於使用石化燃料的結果：汽車平均壽命期間所燃燒的汽油或柴油可填滿堆疊90公尺高的油桶，其重量比一輛電動車耗損的電池金屬總量多300-400倍（這些金屬重約30公斤，相當於一足球大小）。
插電式混合動力車和電動汽車使用鋰離子電池，和需用到含稀土元素的電動馬達。電動汽車電池中所含的碳酸鋰當量與智慧型手機電池僅用到7公克（0.25盎司）或是平板電腦或個人電腦電池僅用到30公克（1.1 盎司）相比，會高出很多。截至2016年，一輛混合動力電動車將使用5公斤（11磅）當量的碳酸鋰，而特斯拉所產的一款高性能電動汽車會使用高達80公斤（180磅）當量的碳酸鋰。
大多數電動汽車使用永磁同步馬達，因為它們比異步電動馬達更有效率。永磁馬達中的永久磁鐵需要用到釹和鐠，開採這些稀土元素會造成環境問題，而且很難開採。
由於未來插電式電動車的銷售會有大幅成長，電池所使用的鋰和電動馬達所使用的稀土元素（如釹、硼和鈷）的需求預計將會大幅增長。
聯合國政府間氣候變化專門委員會（IPCC）於2022年表示（中等置信度）"與關鍵礦物有關聯的新興國家戰略以及主要汽車製造商的需求，正在催生新的、地理位置更加分散的礦場出現。車輛平台本身和跨平台間的電池模組和包裝的標準化，以及更加重視可回收性的設計會非常重要。鑑於鋰離子電池具有高度可回收性，未來如能建立一個近似閉環的系統，將可把關鍵礦物供應方面的擔憂降低。”（p. 142）

#### 鋰

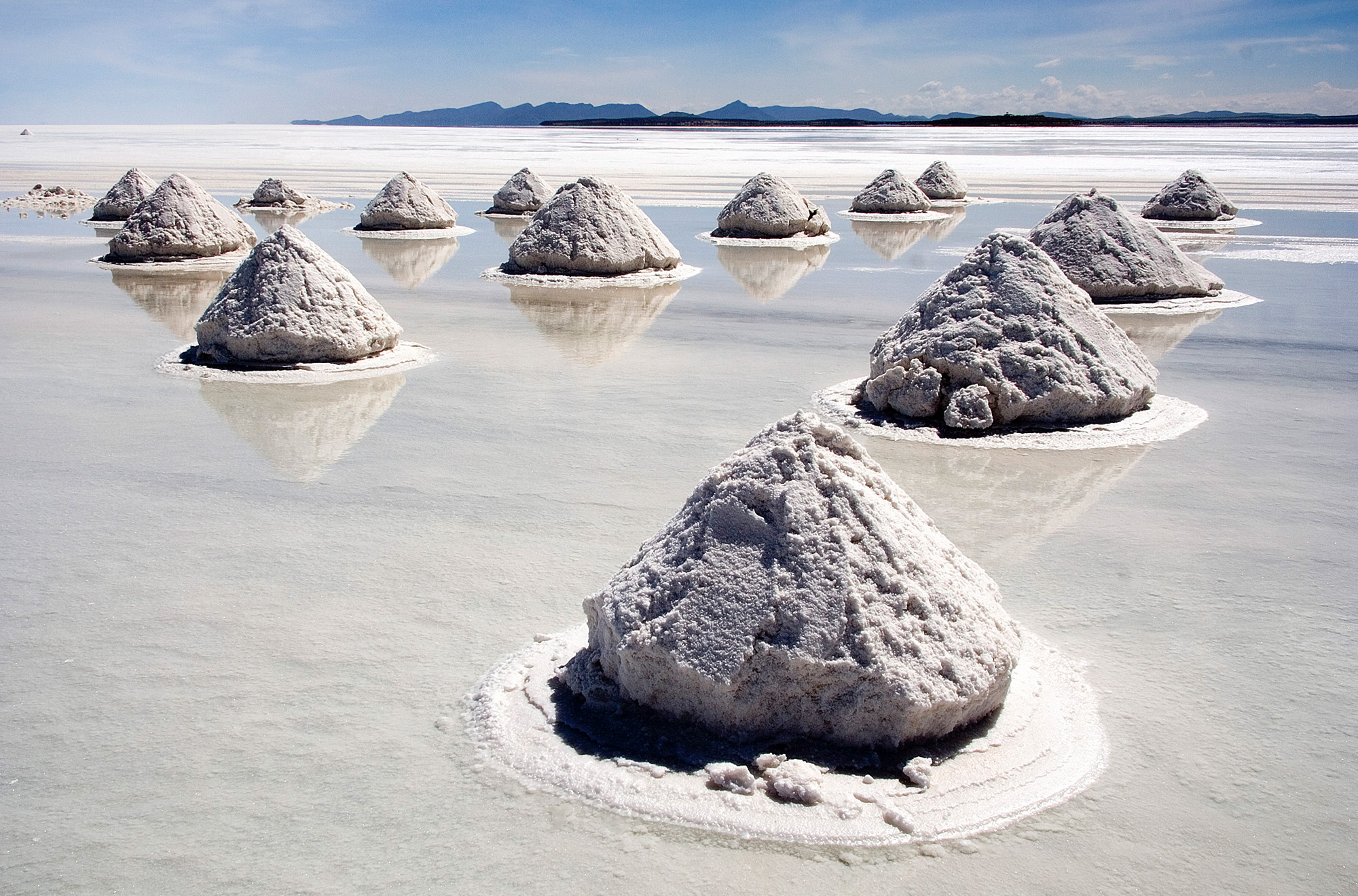
位於玻利維亞的烏尤尼鹽沼沙漠區是目前世界已知鋰礦蘊藏量最豐富的所在。

鋰的主要礦藏位於中國和南美洲的安地斯山脈。 智利於2008年是領先的鋰金屬生產國，於世界佔比近30%，其次是中國、阿根廷和澳大利亞。從鹵水中提煉鋰，例如於美國內華達州和英國康瓦爾郡，對於環境會較為友善。
全球已知鋰的儲量近一半位於玻利維亞，根據美國地質調查局（USGS）的數據，玻利維亞的烏尤尼鹽沼沙漠區蘊藏量有540萬噸。其他重要儲量位於智利、中國和巴西。
根據一項於2020年所發佈的研究報告，在本世紀內要達到鋰供需間的平衡，需要有良好的電池回收系統、電動車與電網間的整合以及較低的鋰運輸強度（如降低電池中鋰離子用量、推動大眾運輸與採用良好的駕駛習慣）。

#### 稀土元素

全球各國稀土元素氧化物產量的演進趨勢（1950年-2000年）。

插電式電動車和混合動力電動車使用的電動馬達需用到稀土元素。由於預期插電式電動車在未來中期與長期的銷量皆會增長，電池和動力系統所需的重金屬和其他特定元素（如釹、硼與鈷）的需求預計將會大幅增長。世界上一些最大的鋰和其他稀有金屬儲量均位於資源民族主義強烈、政府不穩定或對美國利益懷有敵意的國家，引發原本須依賴國外石油，現在又須對有敵意國家的戰略物資發生依賴的擔憂。據估計，全球已探明的鋰儲量足以供40億輛電動汽車電池的生產之用。
中國的稀土元素儲量佔全球的48%，美國的佔13%，俄羅斯、澳洲和加拿大也有大量礦藏。美國於1980年代之前在稀土生產方面一直居世界領先地位，但這些元素的市場在1990年代中期之後已由中國所控制。中國內蒙古自治區包頭市附近的白雲鄂博礦區是該國目前最大的稀土金屬來源地，產量佔中國的80%。

## 製造流程的影響
電動汽車也會因其製造流程而產生影響。製造電池會對環境產生重大影響，除鋰礦的開採、提煉、使用以及將來電池壽命終止而須處置之外，還有它需要用到大量的銅和鋁以製作電池的陽極和陰極，以及電力傳輸線。由於電池組重量很高，製造商需努力將車輛的其餘部分減重。因此電動汽車的零件會包含許多需要大量能源來生產和加工的輕質材料，例如鋁和碳纖維強化聚合物。
製造電動汽車的馬達也會對環境造成影響。電動車使用兩種馬達：永磁馬達（如賓士EQA中所用的）和異步電動馬達（如特斯拉Model 3前輪傳動所使用的）。異步電動馬達不使用磁鐵，但永磁馬達使用。電動汽車中使用的永磁馬達中的磁鐵含有稀土元素，以增加功率輸出。開採鋰、銅和鎳等金屬和加工需用到大量能源，且有可能會釋放有毒化合物到礦區周圍地區。礦場所在地四周的居民可能會因空氣和地下水受到污染而接觸到有毒物質。
一些報告提及混合動力電動汽車、插電式混合動力車和全電動汽車，在生產過程中會比目前的內燃機汽車產生更多的碳排放，但在整個生命週期內的總體碳足跡仍然較低。較高的碳足跡主要是來自生產電池的過程，但目前仍很難清楚測量用於生產電池各項材料所造成的碳足跡。

## 對消費者的影響

### 空氣污染與碳排放
由於電動汽車不排放有害的廢氣污染物，如顆粒物（煤煙）、揮發性有機化合物、碳氫化合物、一氧化碳、臭氧、鉛、以及各種氮氧化物，與傳統內燃機汽車相比，少了於在當地使用而產生的空氣污染，特別是在城市之內。但一些環境影響可能會轉移到發電廠所在地發生，具體取決於為電池充電所用的發電方式。這種環境影響從車輛本身（相對於內燃機汽車）移轉到電力來源（對於電動車）的現象被稱為電動車的長排氣管。然而此種影響仍小於傳統的內燃機汽車，因為發電廠的規模較大，單位功率產生的排放量比內燃機少，且因風能、太陽能和核能等可再生能源的發展更為普遍後，讓發電方式變得更為環保。預計到2050年，因使用電動汽車而減少的碳排放，每年可挽救超過1,163人的性命，並為美國主要大城市如洛杉磯和紐約市等帶來超過126.1億美元的健康效益。
發電廠的具體排放強度隨地點和時間的不同而有很大差異，具體取決於再生能源的當前需求和可用性（參閱按國家和地區劃分的可再生能源主題列表）。逐步淘汰化石燃料和煤炭，以及向再生和低碳能源過渡，將會讓發電更加環保，而減少隨使用電力而來的影響。
僅使用再生能源（如利用風能或太陽能光電模組所生產）為車輛充電所產生的碳足跡會非常低。根據美國國家環境保護局 (EPA) 的數據，在大都會地區大規模採用電動汽車在減少污染、促進人類健康，以及相應的經濟效益方面會產生有益的結果。當可再生能源的規模擴大到一個程度，產生足夠的能源來供電動車充電之用，可讓電動汽車的應用達到淨零排放的目標。

### 顆粒物排放
電動汽車在運作時會產生剎車粉塵（剎車片摩擦而產生）、道路灰塵和輪胎磨損，造成顆粒物而進入大氣。顆粒物對呼吸系統健康有害。根據資料顯示，英國各型車輛（包括電動汽車）的非廢氣顆粒物排放每年會導致7,000至8,000人過早死亡。

### 降低營運影響和維護需求
電池電動車的維修成本較內燃機汽車更低，因為電子系統的故障頻率比傳統汽車的機械系統少得多，且由於電動馬達構造單純，車載機械系統更少，使用壽命可更長。電動汽車無需更換機油，其他日常維護檢查的項目會更少。
內燃機將燃料能量轉化為推進力，大部分能量都以熱的形式受到浪費，在引擎空轉時也會浪費能量，因此效率相對較低。相對的，電動馬達在將儲存電能量轉化為驅動車輛方面會更有效率。電力驅動車輛在靜止或滑行時不會消耗能量，現代插電式汽車可透過再生制軔方式來捕捉和再利用剎車過程中通常會損失能量的五分之一。一般的情況是傳統汽油引擎汽車僅能有效使用15%的燃料能量來移動車輛或為配件提供動力，柴油引擎汽車可達到20%的利用率，而電動車輛的利用效率通常約為80%。

### 低維修需求
根據目前的數據，大多數電動汽車電池的使用壽命為15至20年，之後才需要更換。如今汽車的平均使用壽命約為12年，表示電動汽車電池的壽命可能較會汽車還要長。

## 生命終點

### 電池

#### 鉛酸蓄電池
截至2021年，許多電動汽車與內燃機汽車一樣，都配有鉛酸蓄電池，為車輛的輔助電氣系統供電。有些國家並未提供安全回收鉛酸蓄電池的措施。

#### 鋰離子電池
目前對電動汽車用的鋰離子電池的報廢標準規定，首次使用壽命結束時剩餘的儲電容量仍有80%，第二次壽命結束時剩餘的儲電容量為65%。前者的定義為電池預期使用的壽命，而後者的定義為電池後續使用的壽命。電動汽車鋰離子電池有時可在工廠中進行二次利用或者作為固定式儲能設備之用。特斯拉等一些電動汽車製造商聲稱它們可將鋰離子電池直接維修，以將首次使用壽命延長。預計到2030年，來自重複使用的電動汽車電池可達到儲存電網規模所需電力的60-100%。當將這類電池重複使用而非立即報廢，鋰離子電池的碳足跡最多可減少17%。當這些電池達到報廢的程度，直接回收過程中可將陰極部分回收，而大幅減少重新製造所需的加工程序。當此不可行時，可以透過火法冶煉和濕式製煉取得此類材料。鋰離子電池回收時，如果處理不當，裡面的有害物質會對環境造成二次污染（諸如重金屬洩漏、電解質洩漏、火災與爆炸、懸浮微粒污染及不當處置），並危及參與處理的工作者，損害他們的健康。當鋰離子電池當作家庭垃圾處理時，可能會在運輸和垃圾掩埋場中引發火災的風險，而破壞其他材料，並增加二氧化碳和懸浮微粒的排放。當電動汽車起火燃燒時會造成局部地區污染。

### 電動馬達
電動馬達是電動汽車的重要組成部分，可將電能轉化為機械能以驅動車輪，通常會使用釹磁鐵作為材料。由於這些磁鐵的淬取過程複雜，目前業界尚無經濟有效的方法來回收電動馬達。由於目前無可行的替代方案，許多電動馬達最終會被送往垃圾掩埋場或被粉碎處理。
目前有歐盟的Demeter計畫（Ecological Modernization Fund for Transport）（針對使用過電池儲能與回收合作計畫），及日產汽車和早稻田大學的合資企業來試圖解決這類電動馬達的回收問題。DEMETER計畫是歐盟和私人實體之間的研究計劃，最終開發出由法國法雷奧公司設計的可回收電動馬達。日產和早稻田確定並改善一種分離及回收磁體中稀土元素的新工藝，可供製造新的電動馬達時使用。